# Luca Bertossio
Luca Bertossio (Tricesimo, 24 gennaio 1990) è un aviatore italiano, pilota commerciale ed istruttore acrobatico che pratica la disciplina dell'acrobazia aerea in aliante a livello agonistico. Partecipa a gare internazionali come membro della Nazionale italiana, vola come display pilot alle più importanti manifestazioni aeree del mondo.

## Carriera
Svolge attività acrobatica presso i centri nazionali di acrobazia in aliante di Ozzano dell’Emilia e Torre Alfina, ha svolto attività come istruttore di volo presso l'International Glider Aerobatic Academy presso Williams, in California (USA) ed allenato la nazionale di acrobazia aerea della Romania ed i piloti del Real Aero Club de España.
È il primo italiano a conquistare 9 medaglie d'Oro, 8 d’Argento e 4 di Bronzo della FAI per la disciplina dell'acrobazia aerea ed i titoli di:
- 2° Assoluto del Mondo WGAC  2021.
- 2° Assoluto del Mondo WGAC 2018[1]
- 3° Assoluto del Mondo WGAC 2017[2]
- 2° Olimpico World Games 2017[3]
- 1° Campione Olimpiadi dell'Aria WAG 2015[4]
- 2° Assoluto del Mondo WGAC 2015[5]
- 1° Assoluto del Mondo WAGAC 2012[6]
- 2° Assoluto del Mondo WAGAC 2011[7],

È il pilota con il miglior piazzamento di sempre nella storia dell'acrobazia Italiana del circuito del Campionato del Mondo di categoria Illimitata ed il più giovane vincitore assoluto dei World Air Games risultato raggiunto con 2 medaglie FAI d'oro e 2 di bronzo nel dicembre 2015 a Dubai, negli Emirati Arabi
Il primo italiano ad aver conquistato il secondo posto assoluto e la medaglia d'argento dei World Games 2017 a Breslavia per la disciplina dell'acrobazia in aliante.

## Esperienza di pilota
- EASA CPL-IR(A) ME,SE
- EASA ATPL(A) Theory
- Qualificazioni: PBN, A-UPRT, MCC/JOC
- Abilitazioni: TMG, NR,TW,RU,VP,G1000,Traino Alianti
- EASA SPL FI
- Certified Unlimited Aerobatic Flight Instructor
- FAA CPL GL
- Statement of Acrobatic Competency by Sean D.Tucker[8]
- Abilitazione ad aeromobili complessi (elica passo variabile, carrello retrattile turbocompressi,H.P.A e Glass Cockpit)
- Abilitato a più di 25 velivoli diversi

## Esperienza sportiva e riconoscimenti
- Stage secondo livello Sport acro aliante con Pietro Filippini 2010
- Stage terzo livello Intermedio acro aliante con Pietro Filippini 2010
- Stage quarto livello Avanzato acro aliante con Pietro Filippini e Sandor Katona 2011
- Stage quinto livello Illimitato acro aliante con Pietro Filippini e Sandor Katona 2011
- Stage per pilota da Airshow acro aliante con Pietro Filippini 2011
- Istruttore e Coordinatore del Centro Acrobatico Nazionale di Udine
- Allenatore Squadra Acrobatica Nazionale Romania 2013
- Organizzazione, promozione, comunicazione, gestione sponsor e logistica sportiva per Fly&Joy a.s.d e Volo Club Udine a.s.d
- Premio Personaggio Aeronautico dell'anno[9] 2013
- Riconoscimento “Premio Gianni Brera”[10] 2014
- Premio all' Avvenire conferita dall'Associazione CONI Atleti Olimpici ed Azzurri
- Medaglia di Bronzo al valore atletico conferita dal CONI nel 2011
- Pilota Ufficiale CITIZEN Watches 2013-2015-2016
- Pilota del Team Sparco Official 2013-2014-2015-2016
- Pilota Ufficiale di Red Bull GmbH 2014-2015-2016-2017-2018-2019
- Testimonial  AlfaIndustries. 2020 -
- Pilota Ufficiale di  Ge-Man Energy Drinks. GmbH 2020 -
- Primo Pilota Italiano Solista presso EAA Oshokosh AirVenture[11]

## Palmarès

### 2021
- 1º Posto FAI  World Glider Aerobatic Championship. (FreeKnown Program) Leszno, POLAND
- 1º Posto FAI World Glider Aerobatic Championship (UNK Programs) Leszno, POLAND
- 2º Posto FAI World Glider Aerobatic Championship (Overall) - Leszno, POLAND

### 2018
- 1º Posto Unlimited Italian Glider Aerobatic Championship Overall
- 2º Posto FAI World Glider Aerobatic Championship Overall - Zbraslavice, CZECH REPUBLIC
- 1º Posto FAI World Glider Aerobatic Championship (UNK Programs)

### 2017
- 2º Posto IWGA World Games Overall - Breslavia, POLAND
- 3º Posto FAI World Glider Aerobatic Championship Overall
- 3º Posto FAI World Glider Aerobatic Championship (UNK Programs)
- 2º Posto FAI World Glider Aerobatic Championship (FreeKnown Compulsory)
- 1º Posto Unlimited Italian Glider Aerobatic Championship Overall
- 1º Posto Unlimited Italian Glider Freestyle Aerobatic Championship

### 2016
- 1º Posto Unlimited Italian Glider Aerobatic Championship
- 1º Posto Unlimited Italian Glider Freestyle Aerobatic Championship
- 1º Posto Freestyle Trophy Rome
- 1º Posto Freestyle Trophy Milan Spring
- 1º Posto Freestyle Trophy Milan Winter

### 2015
- Convocazione Squadra Acrobatica Nazionale Italiana 2015
- 3º Posto Known Compulsory Program UNL 2015 WGAC
- 2º Posto Unknown Programs UNL 2015 WGAC
- 2° Assoluto WGAC vicecampione del Mondo Illimitata 2015
- 1º Classificato Programma Libero G1 World Air Games 2015 - Dubai
- 3º Classificato Programma Sconosciuto G2 World Air Games 2015 - Dubai
- 3º Classificato Programma Freestyle G3 World Air Games 2015 - Dubai
- 1º Posto Assoluto Campione Olimpico World Air Games 2015 - Dubai

### 2014
- Convocazione Squadra Acrobatica Nazionale Italiana 2014
- 2º Classificato Campionato Internazionale Svizzero 2014
- 7º Posto Assoluto WGAC Illimitata 2014

### 2013
- 1º Classificato al Freestyle Sassuolo
- 1º Classificato al Freestyle 2013 a Roma
- 1º Classificato al Campionato Italiano Avanzata 2013
- 2º Classificato al Campionato Italiano di classe Club 2013
- 1º Classificato Freestyle 2013 a Lucca

### 2012
- Convocazione Squadra Acrobatica Nazionale Italiana 2012
- 2º Classificato e Medaglia d'Argento nel campionato italiano di Classe Club a bordo di Swift S-1
- 1º Classificato e Medaglia d'Oro nella prima gara di Freestyle della stagione agonistica 2012
- 1º Classificato e Campione italiano di acrobazia in aliante 2012 nella categoria Avanzata a bordo di Swift S-1
- 1º Classificato e Medaglia d'argento ai campionati Assoluti Illimitati 2012 a bordo di Swift S-1
- 1º Classificato e Medaglia d'oro FAI nel programma Conosciuto WAGAC 2012
- 1º Classificato e Medaglia d'oro FAI nei programmi Sconosciuti WAGAC 2012
- 1º Classificato e Medaglia d'oro FAI per il risultato a Squadre (Blue Team ITALIA)
- 1º Classificato e Medaglia d'oro FAI Overall e Campione del Mondo WAGAC 2012[12]

### 2011
- Convocazione Squadra Acrobatica Nazionale Italiana 2011
- 2º Classificato e Medaglia d'argento ai campionati assoluti Illimitati 2011 a bordo di Swift S-1 con all'attivo circa 35 voli
- Campione italiano di acrobazia in aliante 2011 nella categoria Avanzata a bordo di Swift S-1
- 2º Classificato e Medaglia d'argento nel primo Trofeo di Freestyle 2011
- 2º Classificato e Medaglia d'argento FAI per il programma conosciuto del campionato del mondo 2011 WAGAC svoltosi in Polonia (prima volta nella storia per un italiano)
- 2º Classificato e vicecampione del Mondo 2011 WAGAC svoltosi in Polonia (prima volta nella storia per un italiano)[13]
- Premiato con 7 Diplomi FAI della commissione acrobatica Internazionale CIVA Glider
- Riconosciuto e premiato dall'Aeroclub d'Italia in occasione del Centenario (Roma, Circo Massimo)
- 1º Classificato e Campione Italiano di acrobazia in aliante 2011 nella categoria Intermedia a bordo di Swift S-1

### 2010
- 1º Classificato e Campione Italiano di acrobazia in aliante 2010 nelle categorie Promozione
- 1º Classificato e Campione Italiano di acrobazia in aliante 2010 nelle categorie Sport